# Bregma
Le bregma est le point crâniométrique situé à l'intersection des sutures coronale et sagittale.
C'est le point le plus haut de l'os frontal et le nom de l'angle antéro-supérieur de l'os pariétal.

## Étymologie
Le terme « bregma » provient du mot grec βρέγμα ou βρέχμα (bregma ou brechma) signifiant « sommet de la tête, fontanelle », dérivé du verbe βρέχω (brechô), qui se traduit par « arroser, humecter » car, chez les nouveau-nés, cette partie est toujours humide.

## Embryologie
Le bregma est occupé chez le nouveau-né par la fontanelle antérieure.
La fontanelle antérieure est membraneuse et se ferme au cours des 18 à 36 premiers mois de la vie.

## Aspect clinique

### Dysostose cléidocrânienne
Dans la dysostose cléidocrânienne, anomalie héréditaire, la fontanelle antérieure ne se ferme pas et le bregma n'existe pas.

### Repère chirurgical
Le bregma est souvent utilisé comme point de référence dans la chirurgie stéréotaxique du cerveau : il peut être identifié par un grattage de la surface du crâne et un lavage pour rendre plus clair le point de rencontre des sutures,.

### Hauteur crânienne
La hauteur crânienne est définie comme la distance entre le bregma et le basion. Celle-ci est fortement lié à la croissance et peut être utilisée pour évaluer l'état de santé général d'une personne décédée dans le cadre d'une fouille archéologique.